# San Quilico (Cambia)
Die Kapelle San Quilico de Cambia liegt in der Gemeinde Cambia in der Castagniccia im Département Haute-Corse auf Korsika.

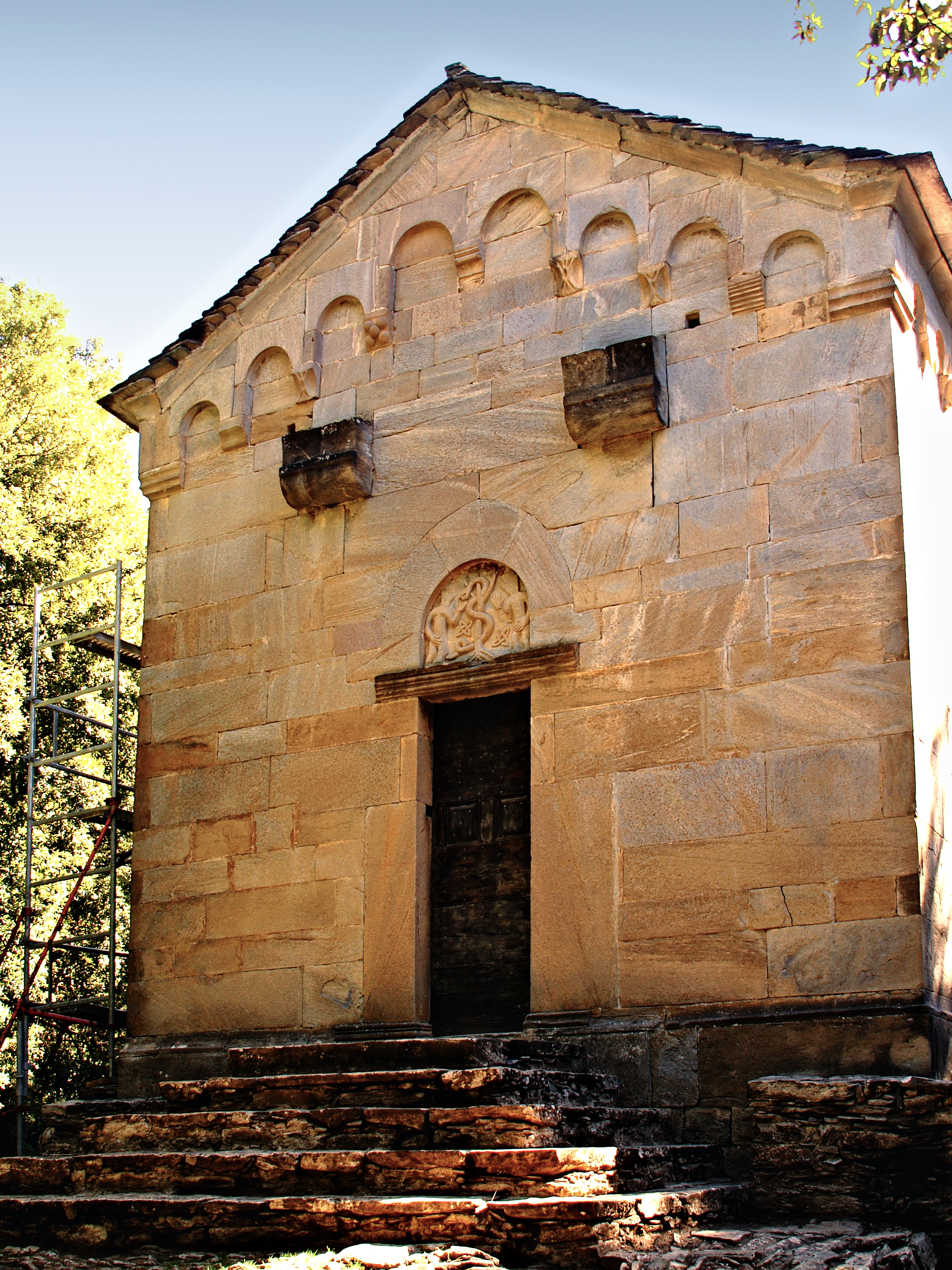
San Quilico de Cambia

Der einschiffige Bau aus lokalem Schiefer wurde im 13. Jahrhundert im romanischen Stil errichtet. Die Architektur der kleinen ockerfarbenen Kapelle zeigt Elemente der pisanischen Kunst des Mittelalters. Korsika stand damals unter der Oberhoheit des Erzbischofs von Pisa. Die Kapelle ist an den Fassaden nur wenig strukturiert, ihre Dekoration besteht hauptsächlich aus den Reliefs über den Portalen.

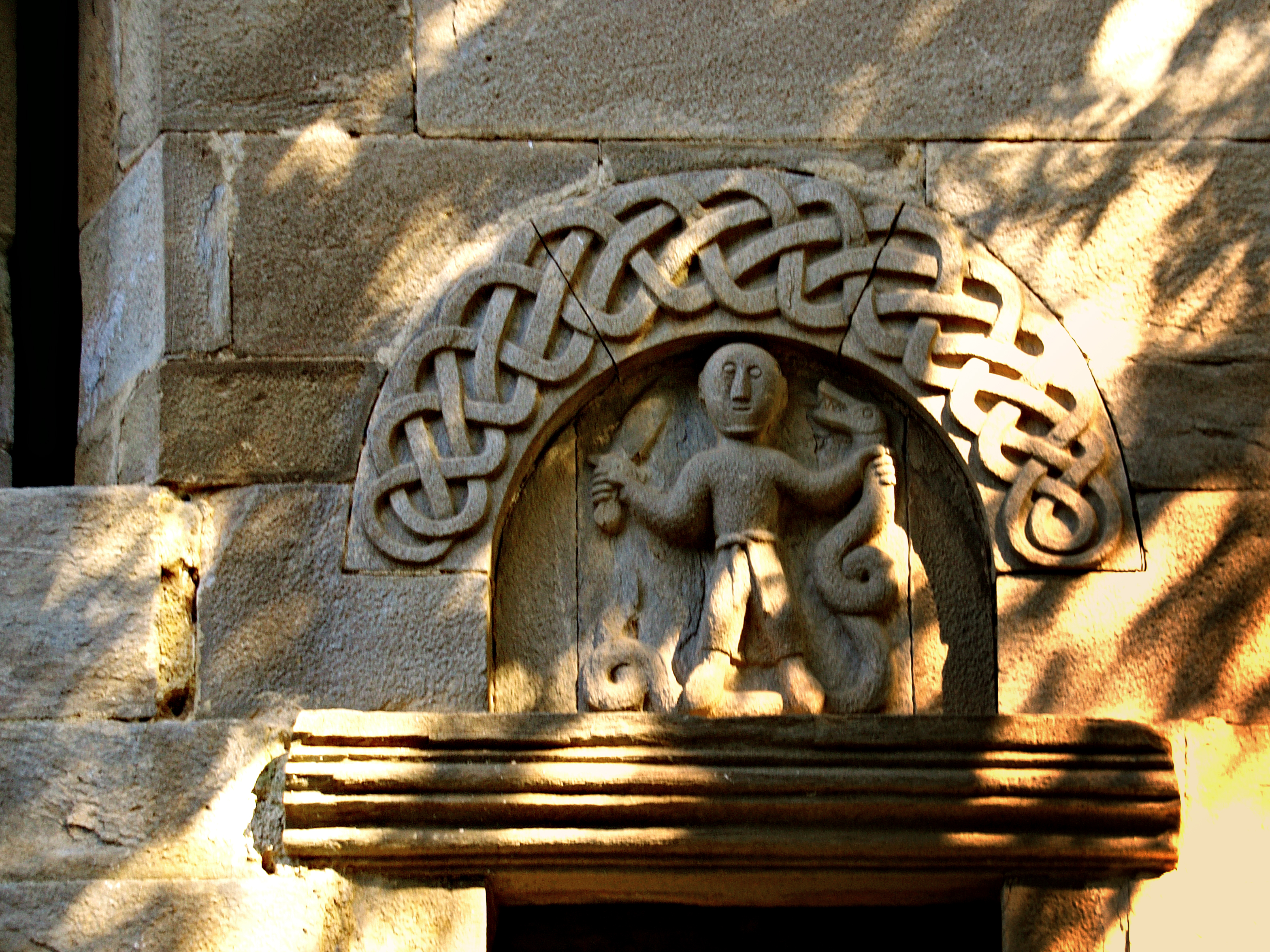
Torbogen der Südseite

Sowohl die Reliefs im Tympanon der West- und der Südpforte, als auch die Skulpturen im Bereich der Apsis und die volkstümlichen Fresken des 16. Jahrhunderts im Inneren des Schiffs sind originell und erinnern an nordkorsische Arbeiten in Aregno und Murato. Über der Westfront liegt eine Espadaña. Über der Westpforte wird die Versuchung Evas dargestellt. Über der Südpforte befindet sich ein bemerkenswertes ornamentales Flechtwerk, darunter die Darstellung eines Schlangen- oder Drachentöters mit einem Dolch.
In der Nähe befindet sich das Weingut Clos San Quilico, das seit 1968 zur Appellation d’Origine Contrôlée der korsische Weinregion Patrimonio gehört.
Im Süden Korsikas gibt es noch eine weitere Kapelle, die San Quilico (kors. Quiliciu) geweiht ist. San Quilico de Montilati stammt aus dem 12. Jahrhundert und steht in Montilati, oberhalb der Straße zwischen Figari und Sotta.